# Кочо Рацин
Кочо Рацин, настоящее имя Коста Апостолов Солев (22 декабря 1908, Велес, Македония, Османская империя — 13 июня 1943, Лопушник) — македонский поэт и писатель, литературный критик. 
Отец будущего поэта Апостол Солев был гончаром. Кочо вынужден был оставить гимназию в тринадцать лет, проучившись там всего один год, чтобы помогать семье, заменяя в мастерской заболевшего отца. Впоследствии самостоятельно изучил русский, чешский, французский языки. Его любимыми писателями были Христо Ботев, Генрих Гейне, Максим Горький, Исаак Бабель, Мирослав Крлежа.
В двадцать лет стал руководителем организаций коммунистической молодёжи в родном Велесе, едет в Дрезден как делегат четвёртого конгресса КПЮ. В 1931 г. Кочо пытается эмигрировать в СССР, но полиция арестовывает и возвращает его на родину.
К литературному творчеству Рацина привлёк его друг, хорватский писатель Стеван Галогжа. Ранние стихи написаны на македонском и сербскохорватском. Его стихотворный сборник Белые зори (макед. Бели мугри, Загреб, 1939) внёс значительный вклад в современный македонский язык и литературу. Писал также романы, опубликованы посмертно, статьи по истории богомильства и философии Гегеля. Участвовал в переводе Манифеста коммунистической партии К. Маркса и Ф. Энгельса на македонский язык.
Погиб, сражаясь в рядах коммунистического партизанского отряда во время Второй мировой войны. В Республике Македония Рацина считают одной из центральных фигур национального пантеона. В Болгарии его рассматривают как болгарского писателя из Македонии.